# Hans-Joachim Fouquet
Hans-Joachim Fouquet (* 7. April 1895 in Braunschweig; † 17. Februar 1944 bei Tscherkassy) war ein deutscher Offizier, zuletzt Generalmajor des Heeres im Zweiten Weltkrieg.

## Leben
Beförderungen
- 22. Mai 1915 Leutnant
- 1. April 1925 Oberleutnant
- 1. April 1932 Hauptmann
- 1. April 1936 Major
- 1. August 1939 Oberstleutnant
- 1. Februar 1942 Oberst
- 1. Februar 1944 Generalmajor (posthum)

Fouquet trat am 31. Juli 1914 im Zuge der Mobilmachung vor Ausbruch des Ersten Weltkrieges in das 2. Litthauische Feldartillerie-Regiment Nr. 37 ein. Dort agierte er im Rahmen des Krieges als Zugführer und später Batterieführer sowie Adjutant. Nach der Demobilisierung seines Regiments war Fouquet von 1919 bis 1920 persönlicher Adjutant des Kommandeurs der Flak beim Armeeoberkommando 2. 1920 schied er dann im Range eines Leutnants aus dem aktiven Militärdienst aus.
Seine Reaktivierung für die Reichswehr, im selbigen Range, erfolgte am 1. Oktober 1922. Dort wurde er als Zugführer dem 2. (Preußisches) Artillerie-Regiment zugeteilt. Zum 1. Februar 1924 wechselte Fouquet in selbiger Position in die 11. reitende Batterie des 6. (Preußisches) Artillerie-Regiments nach Verden über. Dort agierte er von April 1932 bis September 1934 dann auch als Batteriechef. Zum 1. Oktober 1934 wechselte er zum 5. Artillerie-Regiment über, wo er bis Ende März 1936 ebenfalls als Batteriechef eingesetzt war.
Am 1. April 1936 wurde Fouquet zum Major befördert und zeitgleich zum Kommandeur der II. Abteilung des Artillerie-Regiments 36 berufen. Von April 1939 bis März 1940 fungierte er als Kommandeur der I. Abteilung des Artillerie-Regiments 67 (Braunschweig), welches bis dato noch an keinem Feldzug teilgenommen hatte.
Am 22. März 1940 übernahm Fouquet als Kommandeur das Artillerie-Regiment 223, welches der 223. Infanterie-Division unterstellt wurde. Die Division wurde nach Beendigung des Westfeldzuges als Besatzungstruppe in der Bretagne, später an der Kanalküste eingesetzt. Mit Beginn des Ostfeldzuges marschierte Fouquets Regiment im Rahmen dieser Division im Bereich der Heeresgruppe Nord mit Stoßrichtung auf Leningrad, wo es anschließend an der Blockade teilnahm. Zum 24. Dezember 1942 wurde Fouquet zum Artillerie-Kommandeur 113 (Arko 113) ernannt. Dieser Stab unterstand dem XXVI. Armeekorps, welches ebenfalls im Leningrader Raum stand. Zum 10. Juni 1943 gab Fouquet das Kommando an Generalmajor Werner Heucke ab und wurde am gleichen Tag Artillerie-Kommandeur 107. Dieser Stab unterstand taktisch dem XX. Armeekorps im Raum Orel-Desna-Gomel und Pripjet der Heeresgruppe Mitte. Zum 1. November 1943 gab Fouquet dieses Kommando wieder auf und fungierte vom 2. November 1943 bis 1. Februar 1944 als Kommandeur der Divisionsgruppe 112. Die Divisionsgruppe war zu diesem Zeitpunkt bereits seit dem 28. Januar 1944 im Kessel von Tscherkassy eingeschlossen worden.
Am 1. Februar 1944 wurde Fouquet mit der Führung der Korps-Abteilung B (beim XXXXIII. Armeekorps) beauftragt. Hier erhielt er am 14. Februar 1944 das Deutsche Kreuz in Gold verliehen. Am 17. Februar 1944 wurde Fouquet beim Ausbruchsversuch seines Korps schwer verwundet und kam in sowjetische Kriegsgefangenschaft. Dort verstarb Fouquet an seinen schweren Verletzungen.

## Auszeichnungen
- Deutsches Kreuz in Gold am 14. Februar 1944